# Johan Schwencke
Johannes Jacobus Schwencke (1887 - 1981) was een Nederlands auteur en historicus.
Na een opleiding aan de Bleijenburg HBS in Den Haag, ging hij vanaf 1908 honderden artikelen en gedichten publiceren in een aantal tijdschriften. In 1926 ging hij zich toeleggen op artikelen en boeken over de ex-libriskunst. Dit zou ook in de honderden gaan lopen. 
In 1932 werd hij medeoprichter van de Nederlandsche Exlibriskring. Over Den Haag verscheen van zijn hand een serie topografische boeken en artikelen.

## Geselecteerde bibliografie
- Bibliografie en andere gegevens over het Nederlandsche Exlibris. Boosten & Stols, Maastricht 1933.
- Tweehonderd Nederlandse grafische kunstenaars. Wereldbibliotheek, Amsterdam 1954.
- De bloei van de Nederlands Exlibriskunst van de laatste 25 jaar. De Bezige Bij, Amsterdam 1957
- Johan Schwencke 80 jaar. Een wandeling door mijn leven met een bibliografie van 1908 tot 1968, Europese Bibliotheek, Zaltbommel 1968.
- De zeven kleuren in ons leven. Wij en ons spectrum. Kruseman, Den Haag 1974.
- Een serie van 9 publicaties uitgegeven door de Wereldbibliotheek in Amsterdam over Het exlibris in: Nederland 1935, Engeland 1936, Oostenrijk 1937, Frankrijk 1939, Scandinavië 1953, Spanje en Portugal 1955, Tsjechoslovakije 1956 en Duitsland 1963.

- Bibsys: 97006302
- Biografisch Portaal: 31565541
- Digitale Bibliotheek voor de Nederlandse Letteren: schw008
- Gemeinsame Normdatei: 127290834
- International Standard Name Identifier: 0000 0001 0959 9505
- Library of Congress Control Number: nr2001050778
- Nationale Bibliotheek van Tsjechië: xx0250631
- Nationale Bibliotheek van Israël: 987007313746405171
- Nederlandse Thesaurus van Auteursnamen: 070487499
- RKD-Nederlands Instituut voor Kunstgeschiedenis: 293603
- Virtual International Authority File: 23157995
- WorldCat: E39PBJjxywkhPtQcyTDGPMwgrq